# Henri Berthelot

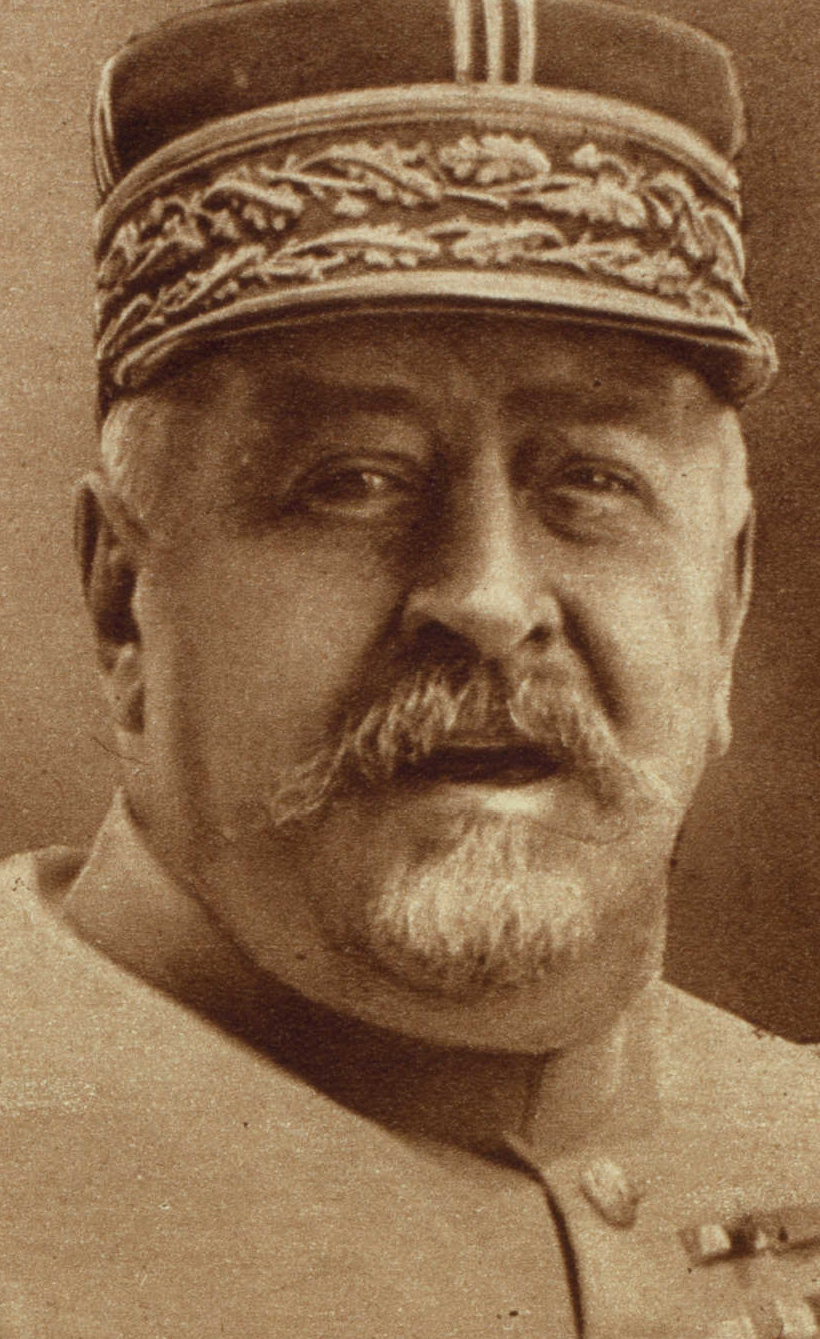
General Henri Mathias Berthelot

Henri Mathias Berthelot (* 7. Dezember 1861 in Feurs, Département Loire; † 29. Januar 1931 in Paris) war ein französischer General während des Ersten Weltkrieges. Er diente als Stabschef unter Joseph Joffre.

## Leben
Im Jahre 1883 machte Berthelot seinen Abschluss an der Militärschule Saint-Cyr, in der Folge wurde er in Algerien und danach in Indochina eingesetzt.
1907 wurde er in den Generalstab versetzt. Während dieser Zeit arbeitete er gemeinsam mit General Joseph Joffre am Plan XVII. Dies war eine offensive Kriegsstrategie, welche auf den Fehlern im verlorengegangenen Deutsch-Französischen Krieg 1870/1871 basierte. Dieser Angriffsplan wurde im Sommer 1914 von General Joffre gegen die deutschen Angriffsarmeen eingesetzt, scheiterte aber.
Im Jahre 1913 wurde er zum Général de brigade befördert und war als Adjutant von General Noël de Castelnau in der Heeresverwaltung des Kriegsministeriums tätig.
1914 war er Stabschef unter General Joffre während der Ersten Schlacht an der Marne. Im November 1914 übergab das Oberkommando Berthelot das Kommando über die Reserveeinheiten, welche in der Schlacht bei Soissons (1915) beim Angriff scheiterten, später erhielt er das Kommando der 53. Division und des XXXII. Armeekorps.
Während der Schlacht um Verdun im Jahre 1916 zeichnete sich der General durch die erfolgreiche Erstürmung des Le Mort Homme (Toter Mann Hügel) unter seinem Befehl aus.
Angesichts der schwierigen Lage an der neu eröffneten rumänischen Front wurde Berthelot am 16. Oktober 1916 zum Chef der französischen Militärmission in Rumänien ernannt. Seine erste Aufgabe war, die Verteidigung der Hauptstadt Bukarest zu unterstützen. Er war maßgeblich an den Angriffsplänen auf die Donau-Armee, welche in der Schlacht am Argesch mündeten, beteiligt. Nach der verlorenen Schlacht und der Eroberung Bukarests durch die Truppen der Mittelmächte konzentrierte sich Berthelot auf die Reorganisation und Ausbildung der rumänischen Armee. Im Sommer 1917 gewannen die Truppen des Generals Alexandru Averescu die Schlacht von Mărăști und starteten eine Gegenoffensive mit dem Ziel, so viel rumänisches Territorium wie möglich zurückzuerobern. Dieser Feldzug wurde durch die starken Verluste in den Schlachten von Mărășești und Oituz gestoppt. Nach der russischen Oktoberrevolution wurden alle Truppen des Zarenreiches zurückbeordert. Rumänien, nun getrennt von seinen Verbündeten, sah sich gezwungen, im Dezember 1917 einen Waffenstillstandsvertrag mit den Mittelmächten abzuschließen. Dieser hatte zur Folge, dass die französische Militärmission abgebrochen werden musste und die Franzosen das Land verlassen mussten.
Nach seiner Rückkehr nach Frankreich wurde Berthelot mit der Organisation der US-amerikanischen Truppentransporte nach Frankreich betraut. Am 5. Juli 1918 wurde er von General Ferdinand Foch zum Kommandeur der 5. Armee ernannt. Im Frontabschnitt von Reims kämpfte er mit einer Armee während der letzten großen Sommeroffensive gegen die deutschen Armeen.
Nach der erfolgreichen Offensive an der Salonikifront, welche Bulgarien zur Kapitulation zwang, trat Rumänien am 10. November 1918 wieder in den Krieg gegen die Mittelmächte ein. Einen Tag später war der Krieg in Westeuropa zu Ende.
Am 11. November 1919 während der Siegesparade der Alliierten in Paris, sagte General Berthelot zu General Foch beim Anblick der rumänischen Abteilung:

„Foch, saluez! C'est la famille. (Foch, Salut! Das ist [unsere] Familie.)“

Von 1919 bis 1922 diente Berthelot als Militärgouverneur von Metz und Oberbefehlshaber in Lothringen. Von 1920 bis 1926 war er Mitglied des Conseil supérieur de la guerre (Obersten Kriegsrates) und wurde in die Planungen zum Bau der Maginot-Linie eingebunden. Von 1923 bis 1926 diente der General als Militärgouverneur von Strasbourg. Im Jahre 1926 ging Berthelot in den Ruhestand. Er starb 1931 in Paris und wurde in Nervieux (Département Loire) begraben.

## Berthelots Vermächtnis in Rumänien

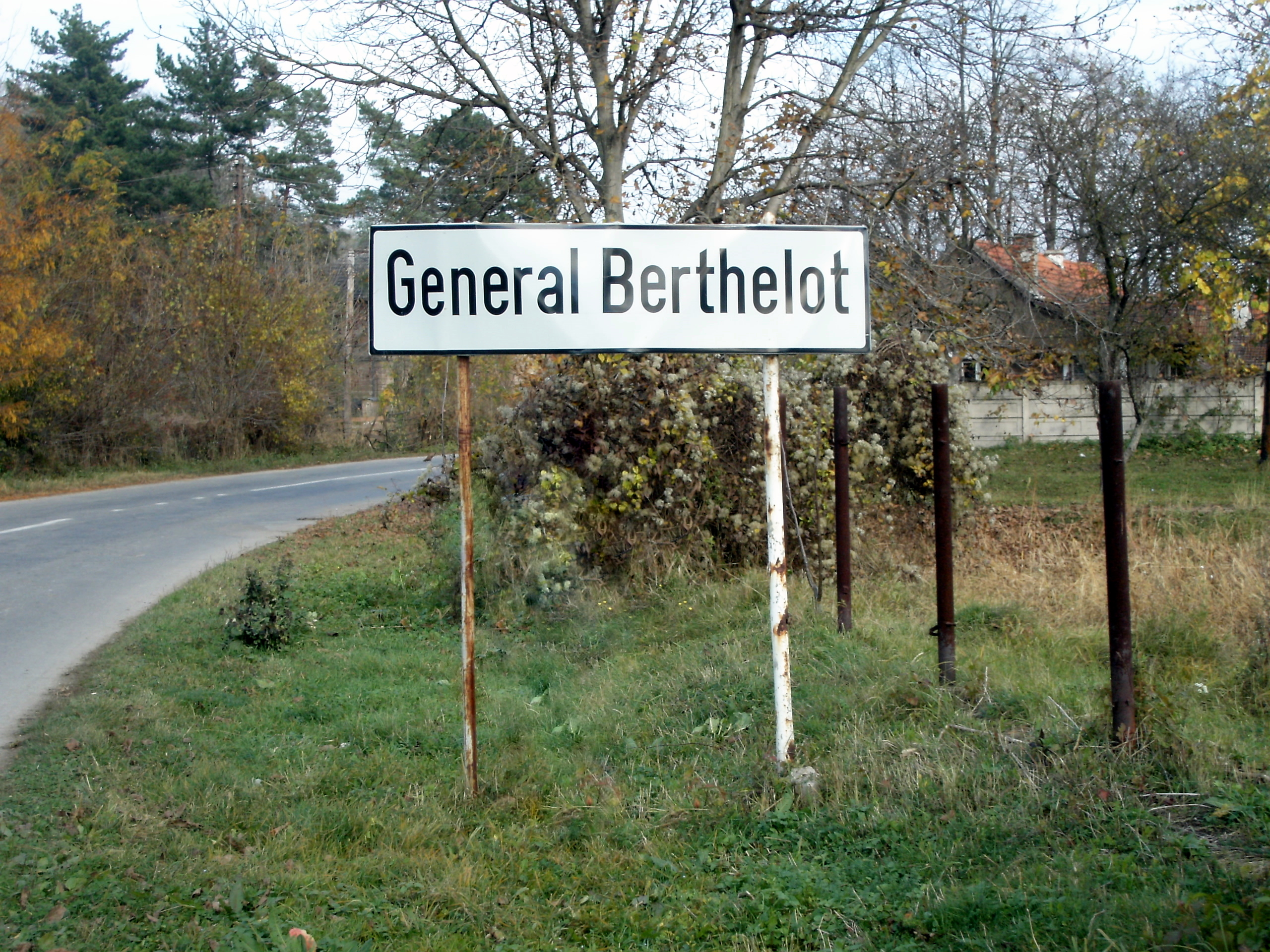
General Berthelot, Dorf in Rumänien

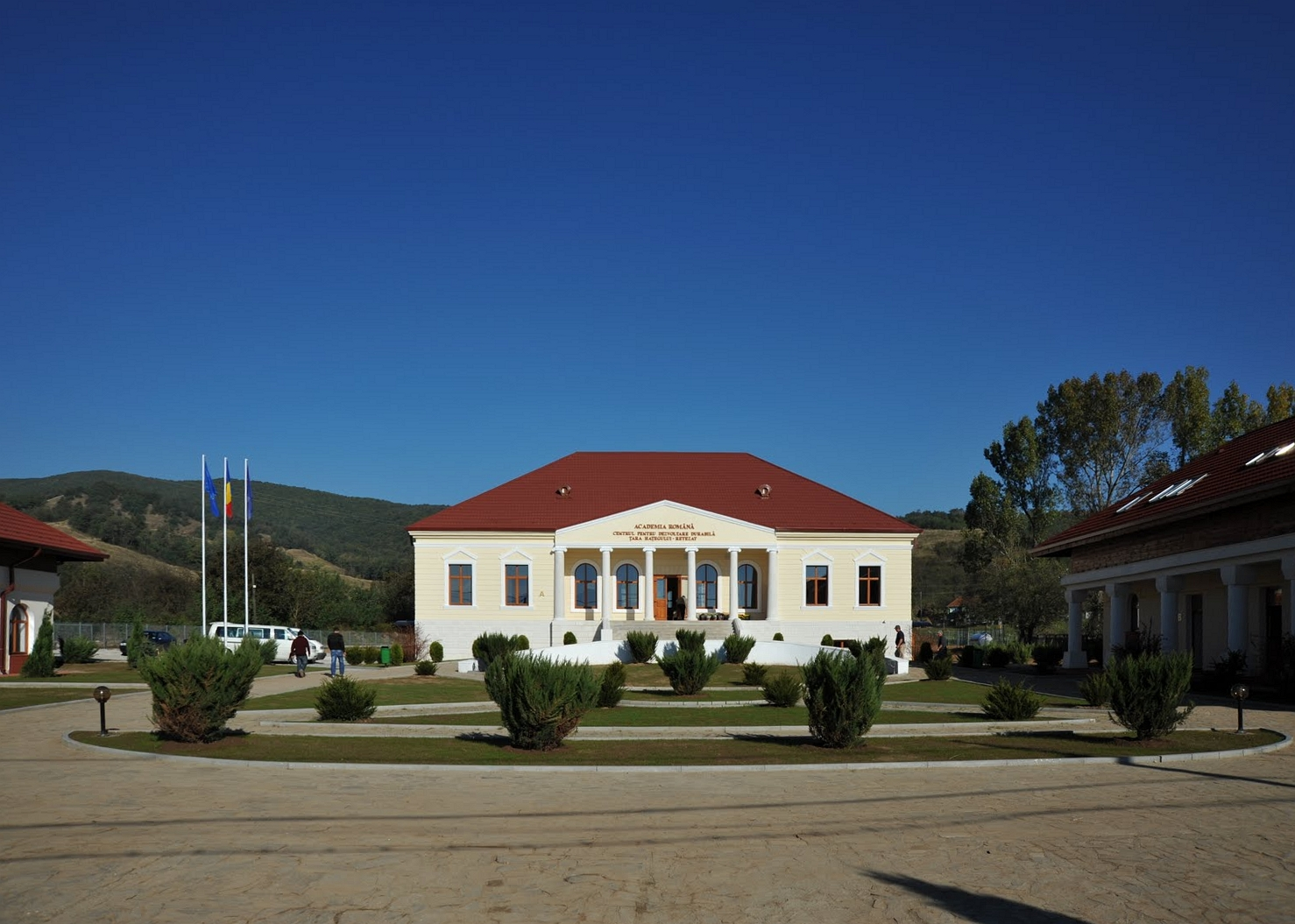
Berthelots restauriertes Herrenhaus

Dankbar über den französischen Beitrag zur Befreiung Rumäniens, insbesondere durch die Rolle des Generals Berthelot während der Kämpfe gegen die Mittelmächte im Jahre 1917, ernannte das rumänische Parlament Berthelot zum rumänischen Ehrenbürger. Des Weiteren belohnte der rumänische König den französischen General mit Ländereien in der Nähe des siebenbürgischen Dorfes Fărcădin.  Man schenkte ihm ein Anwesen mit Herrenhaus, welches zuvor dem ungarisch-österreichischen Paläontologen, Geologen und Naturforscher Franz Nopcsa von Felső-Szilvás gehörte. Dieser wurde von seinem Anwesen vertrieben und lebte fortan in Österreich. Zum Anwesen gehörte neben dem Herrenhaus ein wenig Ackerland und ein Obstgarten.
Im Jahr 1923 beschloss der Gemeinderat von Fărcădin, das Dorf zu Ehren des französischen Ehrenbürgers in General Berthelot umzubenennen.
Im Jahr 1926 wurde Berthelot zum Ehrenmitglied der rumänischen Akademie ernannt. In seinem Testament vermachte er alle seine Besitztümer in Fărcădin dieser Akademie.
Während der kommunistischen Diktatur in Rumänien wurde das Herrenhaus geplündert und schließlich als Getreidelagerstätte genutzt. Im Jahr 1965 wird der Name des Dorfes in „Unirea“ (Union) geändert. Im Jahr 2001, nach dem Sturz des Diktators Nicolae Ceaușescu wurde das Dorf, nach der Durchführung eines Referendums, wieder in General Berthelot umbenannt.
Mehrere Schulen, Straßen und Boulevards tragen seinen Namen in Rumänien.

## Orden und Auszeichnungen
- Ehrenbürger Rumäniens
- Träger des Großkreuzes der Ehrenlegion[3]
- Träger des Croix de guerre 1914–1918